# Gus-Chrustalnyj
Gus-Chrustalnyj (ryska Гусь-Хруста́льный) är en stad i Vladimir oblast i Ryssland. Folkmängden uppgår till cirka 57 000 invånare.